# Joseph-Eugène Szyfer
Joseph-Eugène Szyfer (Warschau, 1 april 1887 – Parijs 25 augustus 1947) was een Frans dirigent van Poolse afkomst.
Hij gaf leiding aan het Orchestre de l'Opéra national de Paris. Hij zag in die hoedanigheid onder andere Serge Lifar en een zeer jonge Tamara Toumanova dansen. Hij leidde de eerste publieke uitvoering van het ballet L'eventail de Jeanne op basis van muziek van een aantal Franse componisten, onder wie een boze Darius Milhaud. Szyfer verzorgde ook enige muziek bij de film Kœnigsmark uit 1923.
De dirigent had na de Tweede Wereldoorlog nog een appeltje te schillen met componist Florent Schmitt, die in zijn ogen iets te veel aanhanger was geweest van de ideeën van Adolf Hitler. Alhoewel er onvoldoende bewijs was, werd Schmitt toch gestraft met een ban op zijn muziek voor één jaar, vanaf 1 oktober 1945.
- Bibliothèque nationale de France: cb148300372 (data)
- International Standard Name Identifier: 0000 0000 0340 9427
- Library of Congress Control Number: no88006549
- Base Léonore: LH//2552/12
- MusicBrainz: b146a74d-061a-4b72-a839-58f6a8c8c22e
- Nationale Bibliotheek van Israël: 987012412343705171
- Nederlandse Thesaurus van Auteursnamen: 404048838
- Virtual International Authority File: 39643382
- WorldCat: E39PBJmxWxhKk3MhJgwfByg7pP